# ۵۳ نفر (فیلم)
پنجاه و سه نفر فیلمی به کارگردانی و نویسندگی یوسف سیدمهدوی ساختهٔ سال ۱۳۶۸ است.

## خلاصه داستان
۵۳ نفر از مأموران ساواک در چند کشور میان ایرانیان عضو انجمن‌های اسلامی نفوذ کرده‌اند. احمد که عضو یک گروه اسلامی است، تعدادی عکس، دویست هزارتومان پول و ۵۲ قطعه نگاتیو عکسهای شناسایی شده ۵۲ نفر را در یک ساک مخفی کرده و قصد خروج از تهران را دارد که در محاصره ساواک قرار می‌گیرد و ناچار ساک خود را با ساک یکی از مسافران (حسین) عوض می‌کند و از خطر می‌گریزد. 
احمد همراه دوستش در یک خانه به‌طور موقت مخفیانه زندگی می‌کند. حسین که همسرش نیز بیمار است برای مداوا و معالجه اش در خارج از کشور نیاز به پول دارد. پس از چند روز همسرش پی به محتویات ساک می‌برد و به او می‌گوید که پولها را برای معالجه اش فراهم کرده است. 
مأموران ساواک ناموفق از دستگیری احمد برای ردیابی او شرح گم شدن ساک را در روزنامه آگهی می‌کنند. حسین با تلفن آگهی تماس می‌گیرد و پی به اصل ماجرا می‌برد. احمد، حسین را پیدا می‌کند و سپس به او توضیح می‌دهد که محتوای ساک چیست. 
ساواک خانه حسین را شناسایی می‌کند. احمد، حسین را نزد دوستش می‌برد و از وی می‌خواهد که با آن‌ها همکاری کند. احمد با نقشه‌ای خود را جای حسین به ساواک معرفی می‌کند و می‌گوید ساک نزد اوست و ساواک را به دنبال خود در خیابان‌ها می‌کشاند، ساواک که متوجه نقشه احمد شده است وی را شکنجه می‌کند و به دنبال ساک به مقصد اصلی می‌رود. 
در این فاصله، حسین به خانه برمی گردد، ساک را برمی‌دارد و نزد همسرش که در بیمارستان بستری است می‌رود و به او می‌گوید که باید راه احمد را ادامه دهد. گذرنامه خود و همسرش را به وی نشان می‌دهد. همسرش نیز با خوشحالی این تصمیم را می‌پذیرد.

## بازیگران
- فریبرز سمندرپور
- عنایت‌الله بخشی
- بهرام شاه‌محمدلو
- منصور والامقام
- ناصر گیتی‌جاه
- اردلان شجاع‌کاوه
- فریبا شمس
- روح‌انگیز مهتدی
- فرخ‌لقا هوشمند
- حسین دلیر